# Aagot Jung
Aagot Jung, född Nystén 23 augusti 1932 i Pargas, död 25 juli 2021 i Åbo, var en finlandssvensk journalist länge verksam vid Rundradion Åboland. Hon var i synnerhet bekant från radio- och TV-programmen Trädgårdsradion, Gröna rummet och Trädgårdsrutan.
Jung studerade journalistik (med kandidatexamen inom humaniora). Hon var chef för Rundradions svenska regionalredaktion i Åbo 1960–1980 och specialredaktör från och med 1980. Efter pensioneringen 1993 fortsatte hon som frilans.

## Priser och utmärkelser
- De hundras kommittés fredspris 1980
- Svenska Kulturfondens jubileumspris 1984
- Rundradions svenska verksamhetets pris 1994
- Svenska Folkskolans Vänners folkbildningspris 1996
- Hedersmedlem vid Finlands svenska publicistförbund 2007